# Acalolepta sumatrensis
Acalolepta sumatrensis är en skalbaggsart som först beskrevs av Stefan von Breuning 1936.  Acalolepta sumatrensis ingår i släktet Acalolepta och familjen långhorningar. Inga underarter finns listade i Catalogue of Life.